# Puente Norte
El Puente Norte (en ucraniano: Північний міст) es una estructura en Kiev, Ucrania, construida en 1976. Hasta febrero de 2018 se llamaba Puente Moscú. Se trata de un puente atirantado, diseñado por el arquitecto A.V.Dobrovolsky y el ingeniero G.B.Fux, con un vano principal que está en manos de un grupo de cuerdas de acero que se fija a un pilón de 119 m (390 pies) de altura.
El puente consta de dos tramos: uno de 816 m (2677 pies) de largo y 31,4 m (103 pies) de ancho que se extiende a través del Dnieper y otro de 732 m (2402 pies) de largo, 29,1 m (95 pies) de ancho que se extiende a través del Desyonka, un tributario del Dnieper.